# Петрикивка
Петрикивка (на украински: Петриківка) е селище от градски тип в Днипропетровска област в централната част на Източна Украйна. Служи за административен център на Петрикивски район, в който влизат и селата Кулишево, Сотницкое и Малая Петриковка. Към 2025 г. населението му е 4315 жители.
Селището е известно като център на фолклорно изобразително изкуство и специфичния си декоративен стил, наречен Петрикивски стил. През 2012 година Министерството на културата на Украйна определя петрикивската живопис за обект на нематериалното културно наследство на Украйна, и през 2013 година тя е включена в Представителната листа на ЮНЕСКО на нематериалното културно наследство на човечеството. В селището функционира етнографски музей, в който се съхраняват образци на бита и местните художествени занаяти.
Според легендата, селището е основано от казака Петрик, който събрал под закрилата си крепостните селяни от околните села.
За първи път в исторически документи Петрикивка се споменава през 1772 година, когато жителите на съседното село Куриливка отправили молба до атамана Петро Калнишевски да преместят параклиса си на по-защитено място, заради придошли порои. Молбата им била изпълнена и дървената църквичка – преместена в Петрикивка.

## Галерия
- Етнографският музей в Петрикивка
- Паметник на Петро Калнишевски
- Чиния в петрикивски стил